# CNN
Cable News Network (tiếng Anh, viết tắt CNN; tiếng Việt: Mạng Tin tức Truyền hình cáp) là một mạng truyền hình cáp tại Hoa Kỳ, được Turner Broadcasting System, một nhánh của Time Warner sở hữu. CNN được Ted Turner thành lập năm 1980 như là một kênh phát sóng các chương trình tin tức 24 giờ một ngày và 7 ngày trong tuần. Sau khi ra mắt, CNN là kênh truyền hình đầu tiên cung cấp tin tức 24 giờ, và là kênh truyền hình chỉ phát tin tức đầu tiên ở Hoa Kỳ.
Mặc dù kênh tin tức có nhiều chi nhánh, CNN chủ yếu phát sóng từ Time Warner Center ở thành phố New York, và từ các studio ở Washington, D.C. và Los Angeles. Trụ sở chính của nó tại Trung tâm CNN ở Atlanta, tiểu bang Georgia chỉ được sử dụng cho các chương trình cuối tuần.
CNN đôi khi được gọi là CNN/Hoa Kỳ (Hoặc CNN Domestic) để phân biệt kênh phát trong nội địa Mỹ với kênh quốc tế, CNN International. Tính đến tháng 8 năm 2010, CNN hiện có mặt tại hơn 100 triệu hộ gia đình ở Hoa Kỳ. Phạm vi phát sóng của kênh Hoa Kỳ mở rộng đến hơn 890.000 phòng khách sạn khắp nước này, cũng như trên các nhà cung cấp cáp và vệ tinh ở Canada. Trên toàn cầu, chương trình CNN phát sóng thông qua CNN International tại hơn 212 quốc gia và vùng lãnh thổ.
Tính đến tháng 2 năm 2015, CNN hiện có mặt tại khoảng 96.289.000 hộ gia đình thông qua truyền hình cáp, vệ tinh và viễn thông (82.7% hộ gia đình với ít nhất một tivi) ở Hoa Kỳ.

## Lịch sử

### Khởi đầu
CNN đã được lên sóng lần đầu tiên lúc 5 giờ chiều giờ phía Đông, vào ngày 1 tháng 6 năm 1980. Sau lời giới thiệu của Ted Turner, cặp vợ chồng David Walker và Lois Hart đã thông báo bản tin đầu tiên của kênh.[1] Burt Reinhardt, phó chủ tịch điều hành của CNN khi kênh ra mắt, đã thuê hầu hết 200 nhân viên đầu tiên của kênh, bao gồm người điểm tin tức đầu tiên, Bernard Shaw[2].
Từ khi CNN khai trương 1 tháng 6 năm 1980, hệ thống mạng lưới được mở rộng và đạt được một số lượng truyền hình cáp và truyền hình vệ tinh (như bản tin chính CNN), 12 trang web, 2 hệ thống mạng lưới riêng (hệ thống mạng lưới sân bay CNN), 2 hệ thống mạng radio. Mạng lưới có 42 văn phòng giao dịch khắp thế giới và hơn 900 chi nhánh hội viên toàn cầu (cũng nhận tin tức và tính năng nội dung qua dịch vụ video mới CNN Newsource). CNN mở rộng ảnh hưởng tới nhiều vùng và nhiều ngôn ngữ khắp thế giới, trang web tin tức là CNN.com, sau đó được quy tụ vào là CNN ngày 30 tháng 8 năm 1995. Sự thành công của kênh đã tạo nên một quyết định của nhà sáng lập Ted Turner là việc mua lại hệ thống phát thanh Turner cuối cùng của Time Warner vào năm 1996.
Một kênh đồng hành khác, CNN2, được ra mắt vào ngày 1 tháng 1 năm 1982 phát hình 24 giờ liên tục với các chương trình tin tức dài 30 phút. Kênh này sau này được gọi là CNN Headline News và hiện được gọi ngắn gọn là HLN, tập trung vào phạm vi tin tức trực tiếp bởi các chương trình vào buổi tối vào giờ cao điểm.

### Sự kiện lớn
Chiến tranh vùng Vịnh
Chiến tranh vùng vịnh Ba Tư đầu tiên vào năm 1991 là một sự kiện đầu nguồn cho CNN lần đầu tiên trong lịch sử của nó đưa tin trực tiếp từ chiến trường: CNN là kênh tin tức duy nhất với khả năng tiếp cận bên trong Iraq trong những giờ đầu tiên của chiến dịch ném bom bởi phe Liên minh, với các báo cáo trực tiếp từ khách sạn al-Rashid ở Baghdad bởi phóng viên Bernard Shaw, John Holliman và Peter Arnett.

Khoảnh khắc khi vụ đánh bom bắt đầu được Shaw công bố trên CNN vào ngày 16 tháng 1 năm 1991, như sau:
Đây là Bernie Shaw. Một cái gì đó đang xảy ra bên ngoài... Peter Arnett, hãy tham gia với tôi ở đây. Hãy mô tả cho người xem những gì chúng ta đang thấy... Bầu trời trên Baghdad đang được chiếu sáng... Chúng ta đang thấy những tia sáng lóe lên khắp bầu trời.
Không thể phát sóng ngay lập tức những hình ảnh trực tiếp từ Baghdad, việc đưa tin của CNN về những giờ đầu tiên của Chiến tranh Vùng Vịnh đã cho người xem cảm giác ấn tượng về một chương trình phát thanh - và được so sánh với kênh tin tức huyền thoại CBS về việc thu hút các bản tin radio trực tiếp của Edward R. Murrow về vụ đánh bom của Đức ở London trong Thế chiến II.. Mặc dù thiếu hình ảnh trực tiếp, phạm vi phủ sóng của CNN được thực hiện bởi các đài truyền hình và mạng lưới trên toàn thế giới, khiến CNN được theo dõi bởi hơn một tỷ người xem toàn cầu.

#### Cuộc tấn công ngày 11 tháng 9
CNN là kênh tin tức cáp đầu tiên đưa tin về vụ tấn công ngày 11 tháng 9. Neo Carol Lin đang trên đường phát sóng báo cáo công khai đầu tiên về sự kiện này. Cô đã cho ngừng vào quảng cáo lúc 8:49 sáng giờ Đông và nói:
Việc này chỉ mới xảy ra. Bạn đang nhìn rõ ràng là một cuộc tấn công sống rất đáng lo ngại ở đó. Đó là Trung tâm Thương mại Thế giới, và chúng tôi có được báo cáo chưa được xác minh sáng nay rằng một chiếc máy bay đã đâm vào một trong hai tòa tháp của Trung tâm Thương mại Thế giới. Trung tâm CNN ngay bây giờ mới bắt đầu làm việc về câu chuyện này, rõ ràng là gọi các nguồn cố vấn của chúng tôi và cố gắng tìm ra chính xác những gì đã xảy ra, nhưng rõ ràng một cái gì đó khá lớn đã tàn phá sáng nay ở phía nam của đảo Manhattan. Một lần nữa, đây là hình ảnh tòa tháp Trung tâm Thương mại Thế giới.

Khoảnh khắc Chuyến bay 175 đâm vào Tháp Nam, 9:03 phút được trực tiếp trên CNN.

Sean Murtagh, phó chủ tịch phụ trách tài chính và quản trị CNN, là nhân viên mạng đầu tiên phát sóng. Ông đã gọi điện cho Trung tâm CNN từ văn phòng của mình tại văn phòng thành phố New York của CNN và báo cáo rằng một máy bay phản lực thương mại đã tấn công vào Trung tâm Thương mại.
Daryn Kagan và Leon Harris đã ở trên trực thăng đưa tin cho đến 9 giờ sáng giờ Đông khi chiếc máy bay thứ hai tấn công vào Tháp phía Bắc của Trung tâm Thương mại Thế giới và thông qua một cuộc phỏng vấn với phóng viên CNN David Ensor, báo cáo tin rằng các quan chức Mỹ đã xác định: "Đây là một hành động khủng bố".

#### Cuộc bầu cử năm 2008 của Hoa Kỳ
Vào ngày 3 và 5 tháng 6, CNN đã hợp tác với Saint Anselm College để tài trợ cho các cuộc tranh luận của Đảng Cộng hòa và Dân chủ ở New Hampshire. Cuối năm 2007, kênh đã tổ chức các cuộc tranh luận tổng thống đầu tiên của CNN/YouTube, một định dạng phi truyền thống nơi người xem được cho phép gửi trước câu hỏi qua internet thông qua dịch vụ chia sẻ video trên YouTube. Trong năm 2008, CNN đã hợp tác với Los Angeles Times để tổ chức hai cuộc tranh luận chính. Cuộc tranh luận về đêm tranh cử và bầu cử của CNN có tỉ lệ người xem xếp hạng cao nhất trong năm, với lượng người xem tháng 1/2008 đạt trung bình 1,1 triệu người xem, tăng 41% so với năm trước.

#### Cuộc bầu cử năm 2016 của Hoa Kỳ
Phủ sóng trực tiếp của cuộc bầu cử tổng thống Mỹ, năm 2016 là năm được CNN theo dõi nhiều nhất trong lịch sử của nó. Trong suốt chiến dịch, mạng lưới phát sóng trên phạm vi phủ sóng chưa được chỉnh sửa của nhiều cuộc vận động tranh cử của Trump. Trợ lý cho các ứng cử viên Đảng Cộng hòa Marco Rubio, Jeb Bush, và Ted Cruz cáo buộc Chủ tịch CNN Jeff Zucker phá hoại các ứng cử viên của họ trong thời gian bầu cử sơ bộ của Đảng Cộng hòa. Sau cuộc bầu cử, Zucker thừa nhận rằng đó là một sai lầm khi phát sóng rất nhiều chiến dịch tranh cử. CNN cũng đã nhận những lời chỉ trích trong cuộc bầu cử để thuê cựu giám đốc chiến dịch của Trump, Corey Lewandowski, người vẫn đang được trả tiền và đã làm việc hiệu quả thay mặt chiến dịch.

## Có chiến lược toàn diện về việc truyền phát tin tức
Với đặc điểm là một kênh truyền hình chuyên về tin tức, CNN luôn có những bản tin kịp thời nhất với những tin tức thời sự nóng bỏng nhất. Không những thế, với những vấn đề thời sự nóng bỏng, CNN luôn có những chương trình bình luận, trao đổi sâu hơn về vấn đề đó. Hiện nay, CNN có khoảng 24 trạm phóng viên thường trú ở nước ngoài và 9 trạm phóng viên thường trú ở trong nước luôn sẵn sàng đi về những "điểm nóng" của tin tức để kịp thời đưa tin. Việc sắp xếp các chương trình trên kênh CNN luôn tuân theo một nguyên tắc: lấy tin tức làm sợi chỉ đỏ xuyên suốt và bình luận tin tức là điểm nhấn. Chính vì vậy mà khán giả của CNN không những được nghe, xem tin tức mà còn được tìm hiểu về tin tức bằng những bình luận khác nhau của các chuyên gia có uy tín trong làng truyền thông thế giới.

## Doanh thu
Hiện nay, CNN đã trở thành nhà cung cấp tin tức cho hơn 200 đài phát thanh và truyền hình trên thế giới, CNN cũng có tới hơn 600 đài truyền hình trực thuộc khác nhau. Chỉ riêng năm 2000, CNN đã thu về 1,4 tỉ USD.

## Kênh chuyên ngành

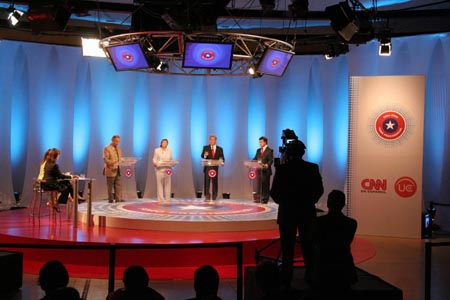
CNN en Español tường thuật tranh luận trên truyền hình cho cuộc bầu cử năm 2005 của Chile.

Trong những năm qua, CNN đã đưa ra các mạng spin-off tại Hoa Kỳ và các nước khác. Các kênh hiện hoạt động kể từ năm 2014 bao gồm:
- CNN Airport
- CNN Chile - một kênh tin tức của Chile ra mắt vào ngày 4 tháng 12 năm 2008.
- CNN en Español
- CNN International
- CNN Türk - kênh tin tức truyền thông Thổ Nhĩ Kỳ.
- CNN-News18 - kênh tin tức của Ấn Độ.
- CNN Indonesia - kênh tin tức của Indonesia ra mắt vào ngày 17 tháng 8 năm 2015. (đồng sở hữu với Trans Corp)
- CNNj - một kênh tin tức của Nhật Bản.
- CNN Philippines - một kênh tin tức Philippines ra mắt vào ngày 16 tháng 3 năm 2015.
- HLN

### Kênh cũ
CNN cũng đã ra mắt các liên doanh truyền hình và trực tuyến không còn hoạt động, bao gồm:
- CNN Checkout Channel
- CNN Italia (một trang web tin tức Ý ra mắt với sự hợp tác của công ty xuất bản Gruppo Editoriale L'Espresso, và sau đó với tờ báo tài chính Il Sole 24 Ore, nó ra mắt vào ngày 15 tháng 11 năm 1999 và đóng cửa ngày 12 tháng 9 năm 2003)
- CNN Pipeline (dịch vụ tin tức trực tuyến băng thông rộng đa kênh 24 giờ, được thay thế bằng CNN.com Live)
- CNN Sports Illustrated (còn được gọi là CNNSI, kênh tin tức thể thao của Mỹ, đóng cửa vào năm 2002)
- CNN + (kênh đối tác ở Tây Ban Nha, ra mắt vào năm 1999 với Sogecable)
- CNN.com Live
- CNNfn (kênh tài chính, đóng cửa vào tháng 12 năm 2004)

### Thử nghiệm
CNN đã đưa ra hai kênh tin tức đặc biệt cho thị trường Mỹ mà sau này sẽ đóng cửa trong bối cảnh áp lực cạnh tranh: kênh tin tức thể thao CNNSI đóng cửa vào năm 2002, trong khi kênh tin tức kinh doanh CNNfn đóng cửa sau chín năm phát sóng vào tháng 12 năm 2004. CNN đã hợp tác với Sports Illustrated thông qua trang web thể thao CNNSI.com, nhưng đã bán tên miền vào tháng 5 năm 2015. Trang web cũ của CNNfn hiện chuyển hướng đến money.cnn.com, một sản phẩm của quan hệ đối tác chiến lược của CNN với tạp chí Money. Money và Sports Illustrated là cả hai thuộc tính Time Warner cho đến năm 2014, khi bộ phận tạp chí của công ty được tách ra thành Time Inc. riêng biệt.

## Văn phòng

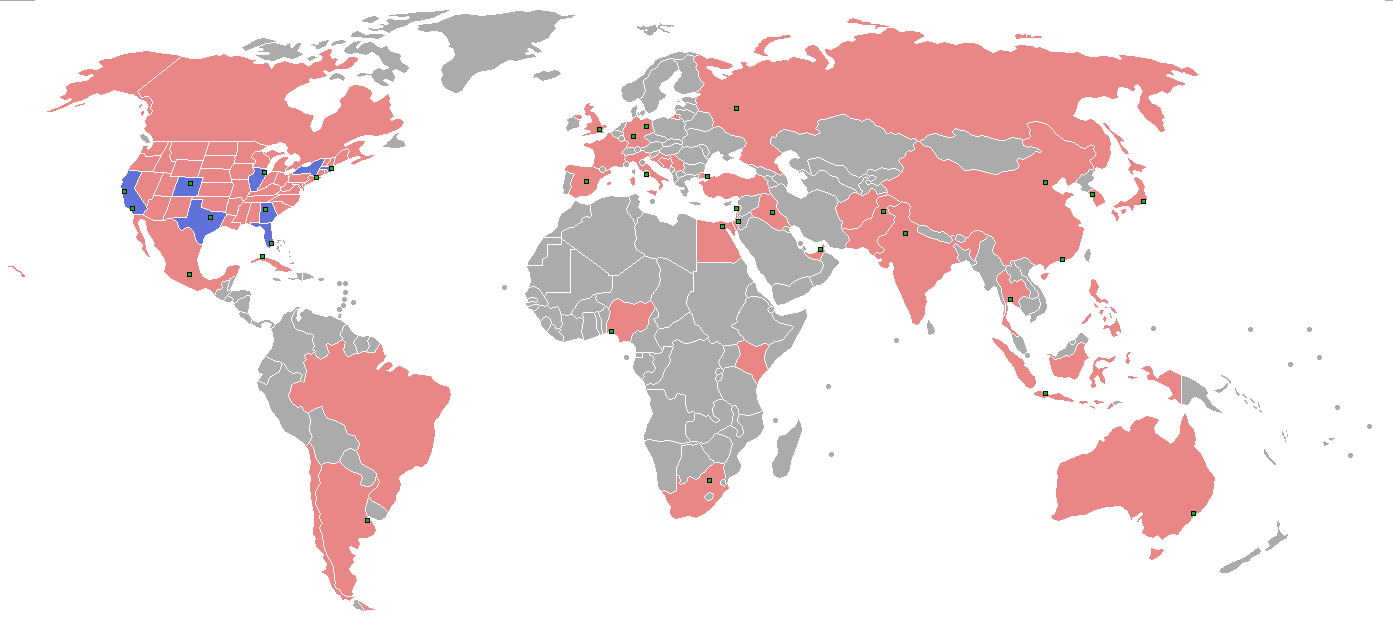
Địa điểm văn phòng CNN

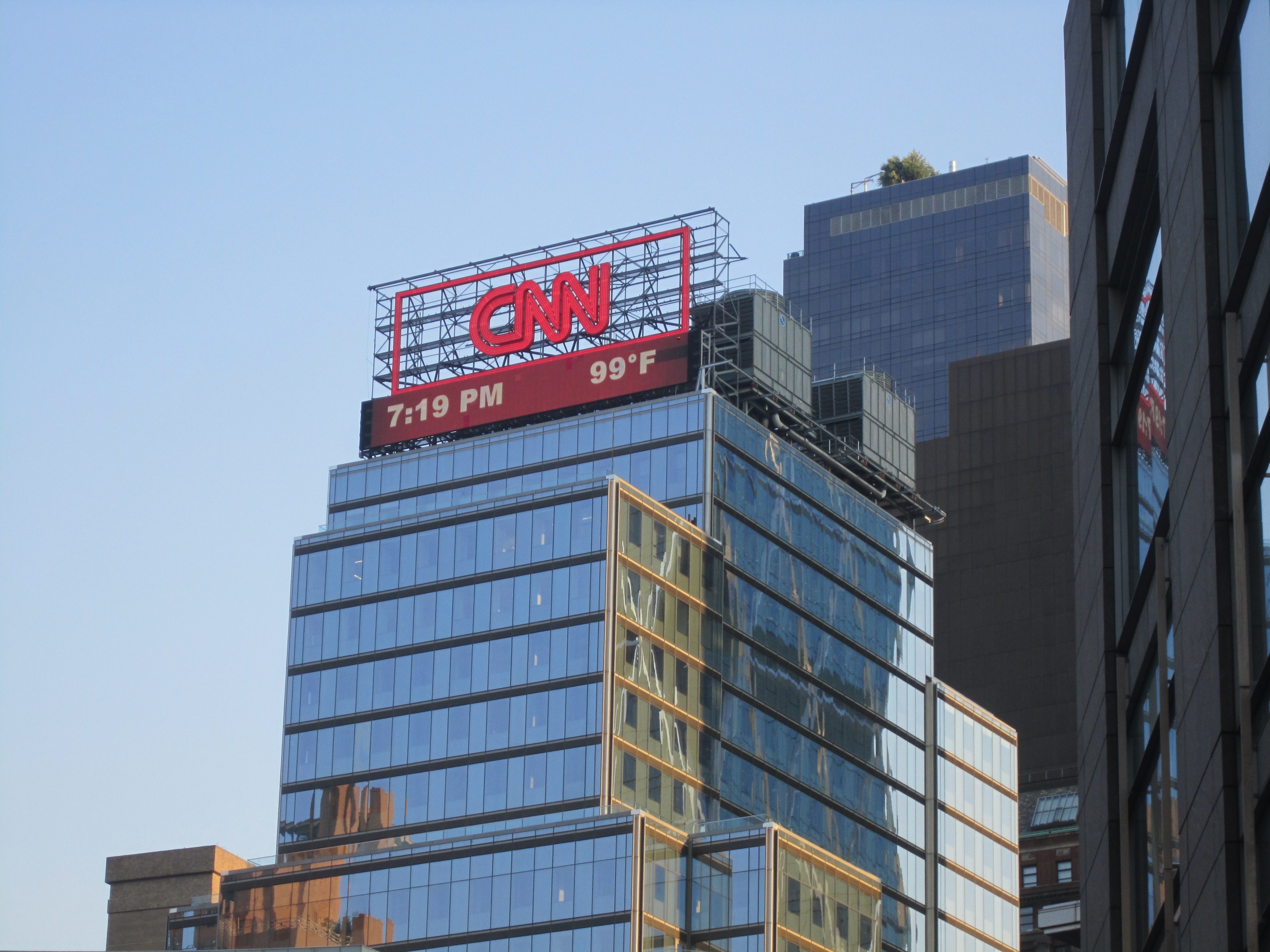
CNN ở Thành phố New York.

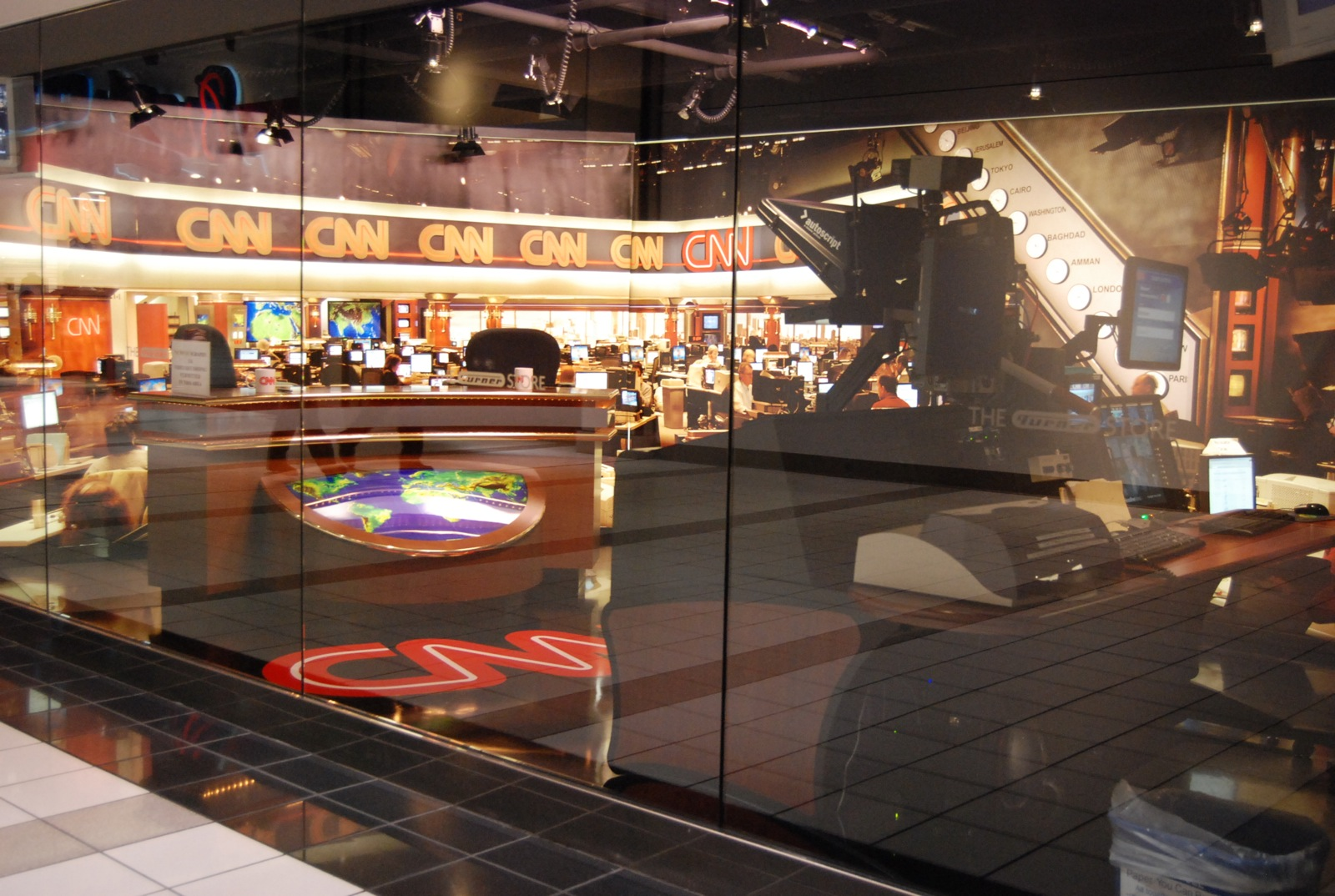
Trường quay tại trụ sở chính của CNN

CNN vận hành các văn phòng tại các thành phố sau vào tháng 2 năm 2017. Boldface chỉ ra rằng thành phố là nơi có một trong những văn phòng ban đầu của CNN, có nghĩa là nó đã hoạt động kể từ khi thành lập mạng.

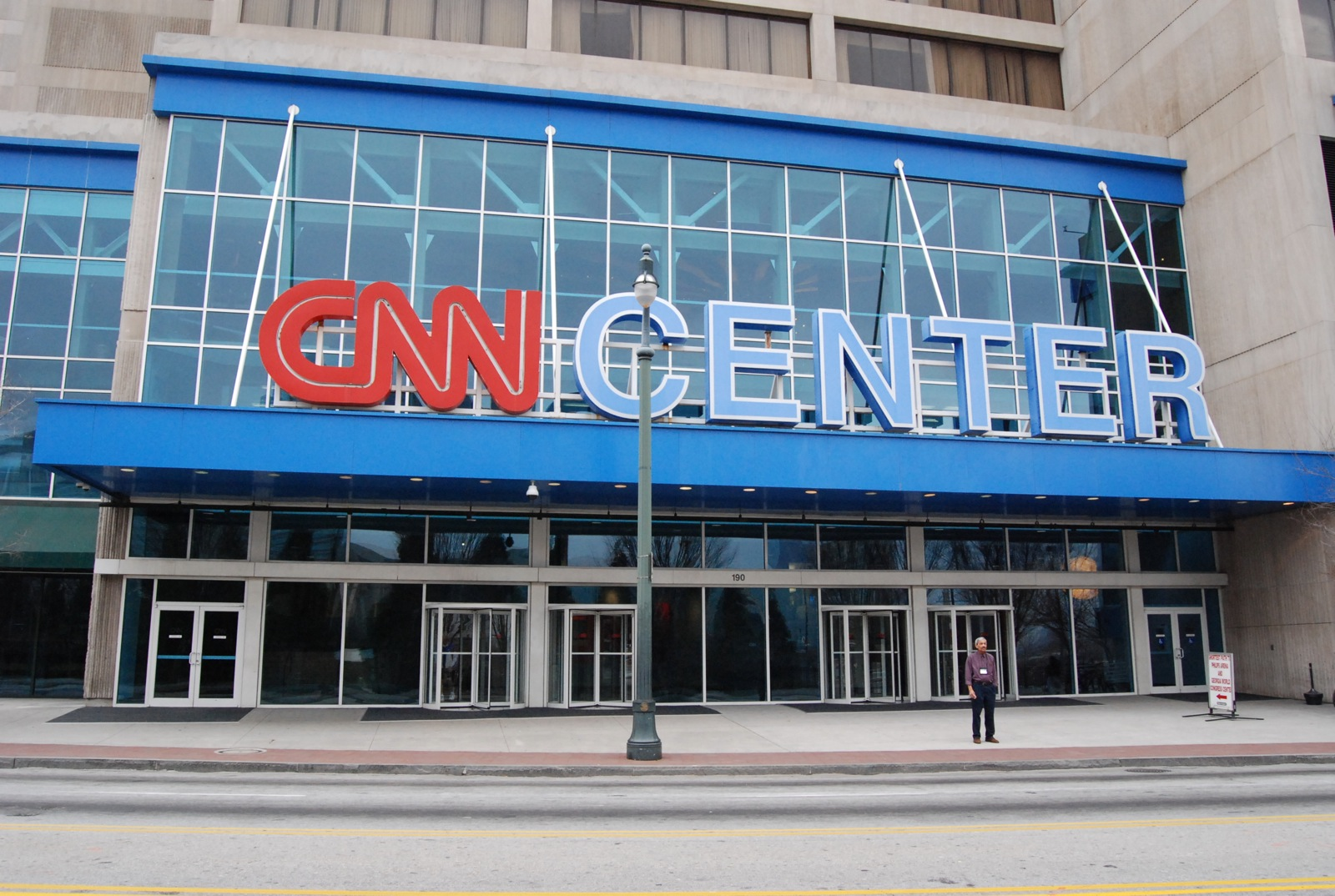
Trụ sở chính của CNN ở Atlanta.

### Hoa Kỳ
- Atlanta (Trụ sở chính)
- Chicago
- Dallas
- Denver
- Los Angeles
- Miami
- Thành phố New York
- San Francisco
- Washington DC.

### Thế giới
CNN có trụ sở khu vực tại Abu Dhabi, Hồng Kông và Luân Đôn. Các địa điểm văn phòng khác bao gồm:
- Amman
- Băng Cốc
- Bắc Kinh
- Beirut
- Berlin
- Buenos Aires
- Cairo
- Dubai
- Havana
- Islamabad
- Istanbul
- Jakarta
- Jerusalem
- Johannesburg
- Kabul
- Lagos
- Madrid
- Mexico City
- Moscow
- Mumbai
- Nairobi
- New Delhi
- Paris
- Rio de Janeiro
- Rome
- Santiago
- Seoul
- Tokyo

Ở các khu vực trên thế giới không có văn phòng CNN, các báo cáo từ trạm liên kết địa phương sẽ được sử dụng để gửi tin tức.